# Erythrina coralloides
Erythrina coralloides är en ärtväxtart som beskrevs av Dc. Erythrina coralloides ingår i släktet Erythrina och familjen ärtväxter. Inga underarter finns listade i Catalogue of Life.

## Bildgalleri

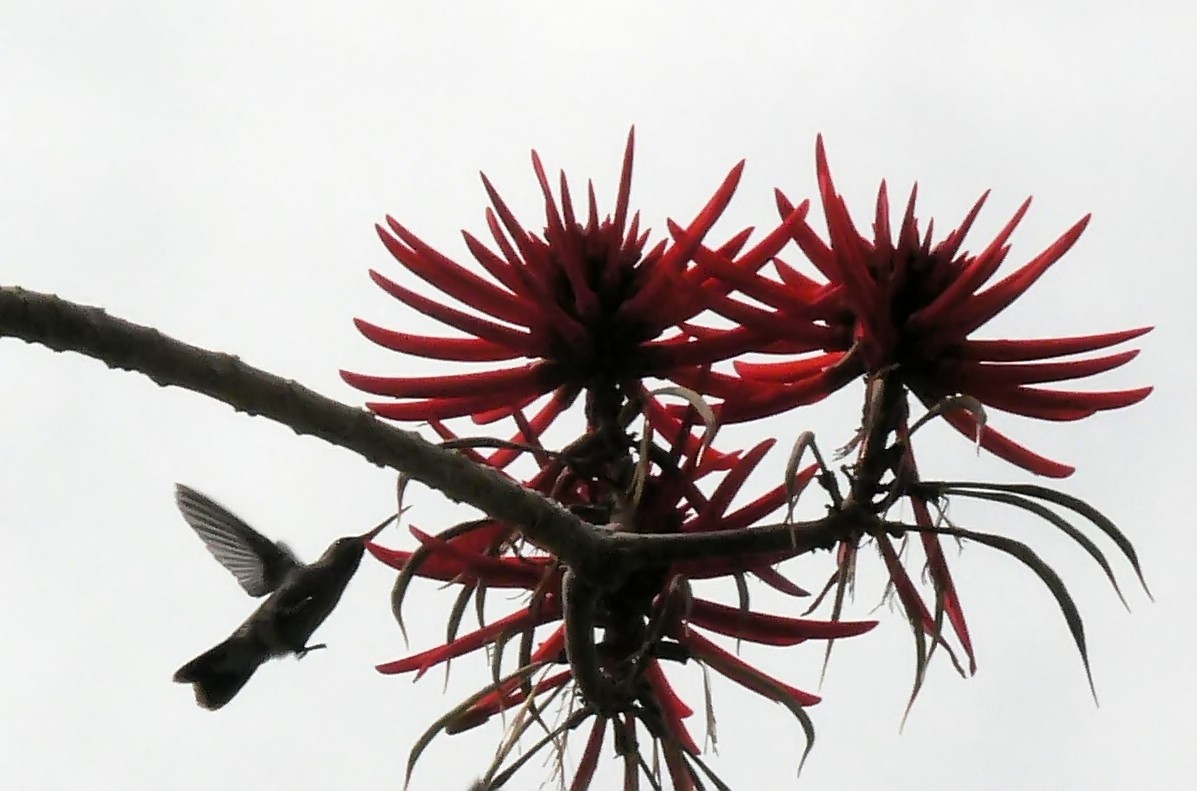